# Mydaea grata
Mydaea grata este o specie de muște din genul Mydaea, familia Muscidae, descrisă de Huckett în anul 1973.
Este endemică în Maine. Conform Catalogue of Life specia Mydaea grata nu are subspecii cunoscute.